# Koranizmus
A koranizmus az iszlám egy irányzata, mely elutasítja annak másodlagos szent iratát, a Szunnát, és egyedül a Koránt tartja követendőnek. Hívei, a koraniták szerint ugyanis az „igazi iszlám” hitet a Szunna bemocskolta. Így nem tartják be például az imádkozás módját és az Ásúrá napi böjtöt, mivel ezek csak a hadíszokban olvashatóak, a Koránban nem.

## Különbségek a többi irányzattól
Annyiban különböznek a többi muszlimoktól, hogy a Koránban előírt parancsokat nem a Prófétai hagyományok alapján hajtják végre, mivel elutasítják a Szunnát. Nem hisznek a Daddzsalban, a Mahdiban és Jézus második visszatérésében, ugyanis ezek nincsenek megemlítve a Koránban, csak a hadíszokban olvashatóak. Szerintük a hadíszok csupán a Prófétáról szóló mesék, éppen ezért a síiták és a szunniták gyakran kritizálják őket.